# Marko Kump
Marko Kump (født 9. september 1988) er en tidligere slovensk professionel cykelrytter.
I 2007 skrev Kump kontrakt med det slovenske kontinentalhold Adria Mobil. I 2010 vandt han U23 udgaven af den belgiske klassiker Flandern Rundt. Her kørte for Adria indtil sæsonen 2011, hvor han skrev en ét årig kontrakt med spanske Geox-TMC. Det blev ikke til de store resultater mens han kørte for det spanske hold, og efter sæsonen vente Kump tilbage til hjemlandet og Adria Mobil. I 2012 blev det til seks sejre i løb, og det vakte interesse hos danske Team Saxo-Tinkoff som i august 2012 skrev en ét årig kontrakt med rytteren gældende fra januar 2013.

## Udvalgte resultater
2007
1' Porec Trophy
2009
1' 4. etape Slovenien Rundt
1' 3. etape Tour de l'Avenir
2010
1' Trofeo Zssdi
1' U23 Flandern Rundt
1' 4. etape Settimana Internazionale Coppi e Bartali
2012
1' Banja Luka-Beograd
1' Grand Prix Südkärnten
1' Budapest GP
1' Ljubljana-Zagreb
1' 1. etape Istrian Spring trophy
1' 1. etape Szlakiem Grodow Piastowskich